# Kislorod
Kislorod (russisk: Кислород) er en russisk spillefilm fra 2009 af Ivan Vyrypajev.

## Medvirkende
- Aleksej Filimonov som Sanja
- Karolina Gruszka som Sasja
- Varvara Voetskova